# 玛格达莱娜·埃里克松
玛格达莱娜·埃里克松（瑞典語：Magdalena Eriksson，1993年9月8日—），瑞典女子足球运动员。她曾代表瑞典国家队参加2016年和2020年夏季奥林匹克运动会足球比赛，获得两枚银牌。